# Sport 7
Sport 7 was een Nederlandse commerciële televisiezender van de KNVB voor het uitzenden van voetbal.
De KNVB en een consortium bestaande uit Endemol Sport, Philips, Nuon, ING, Telegraaf Holding, KPN en enkele andere bedrijven hadden de voetbalzender opgericht. Het was de bedoeling om van Sport 7 na enkele jaren een betaalzender te maken, "voor de prijs van een zak patat per maand". In februari 1996 kondigde KNVB-voorzitter Jos Staatsen Sport 7 aan met de woorden: "We gaan iets nieuws doen."
De zender, met Koos Postema als gezicht, begon met uitzendingen op 18 augustus 1996 met de openingswedstrijd Ajax - PSV.
Door Dick Jense (toenmalig wethouder bij Onafhankelijk Rijswijk), werd landelijke actie gevoerd tegen Sport 7. In één nacht werden alle gemeentebesturen in Nederland door hem gemaild om niet mee te werken aan het laten stijgen van de lasten van de televisiekijkende Nederlander. Dat leverde hem een halve pagina op in het Algemeen Dagblad.
De zender wilde twee gulden per kijker vragen, maar de kabelmaatschappijen wilden dit niet betalen. Ook bleven de verwachte kijkers weg, weinig mensen hadden belangstelling voor wedstrijden van mindere clubs. Bovendien bleef de NOS in de avond de samenvattingen uitzenden. Sport7 leed daardoor al een verlies van 400.000 gulden per dag en ging enkele maanden later 'achter de decoder'. In enkele grote steden werd Sport7 na 2 maanden al van de kabel gehaald.
De voetbalclubs (met name de grote) lieten de KNVB weten dat zij de eigenaar van de uitzendrechten waren en niet de KNVB, die de rechten aan Sport7 had verkocht. De rechter gaf de clubs hierin gelijk. Na een verlies van bijna 100 miljoen gulden werd Sport7, door Youp van 't Hek naderhand gekscherend "Sport Even" genoemd, op 8 december 1996 weer van het scherm gehaald.
Sport7 was de grote droom van John de Mol, die verwerd tot een nachtmerrie. In september 2004 zag hij deze nachtmerrie echter weer veranderen in een droom. Met MTV Networks Benelux kwam hij tot overeenstemming de zender waar Nickelodeon overdag uitzendt, 's avonds in te gaan vullen met zijn zender Talpa. Talpa had de rechten voor de voetbalsamenvattingen verkregen. Ook deze droom werd weer een nachtmerrie. De zender, die inmiddels Tien heette, hield op 18 augustus 2007 op te bestaan. Door een samenwerking met RTL Nederland komen de voetbalrechten bij RTL 4 terecht en start RTL Nederland het station RTL 8 op de oude frequentie van Tien.
De presentatoren van Sport 7 waren: Koos Postema, Marleen Houter, Wim Kieft, Leo Driessen, Frank Masmeijer, Sophia de Boer, Theo van Gogh, Wendy Brouwer, Elsemieke Havenga, Hans Kraay jr., Jan Roelfs, Wilfred Genee, Andy Houtkamp, Dink Binnendijk, Willem van Hanegem, Erik Koningsberger, Ariane de Lepper, Peter Schuiten, Griselda Visser, Carl Huybrechts, Celesta van Beek, Jessica Broekhuis, Carla Honing, Jeroen Latijnhouwers.